# British Rail 345 sorozat
A British Rail 345 sorozat (Aventra) egy a Bombardier Transportation által a londoni Crossrail vonalán közlekedő villamos motorvonat sorozat. A Bombardier Aventra vonatcsaládjába tartoznak, és a Crossrail projekt részeként 2014 februárjában szerződést kötöttek a szállításukra. Összesen 70 darab kilenc kocsis - egyenként 1500 utas szállítására alkalmas - egységet építettek Derbyben 2015 és 2019 között, több mint 1 milliárd angol font értékben. Az első egység 2017. június 22-én állt forgalomba.

## A háttér és az előírások

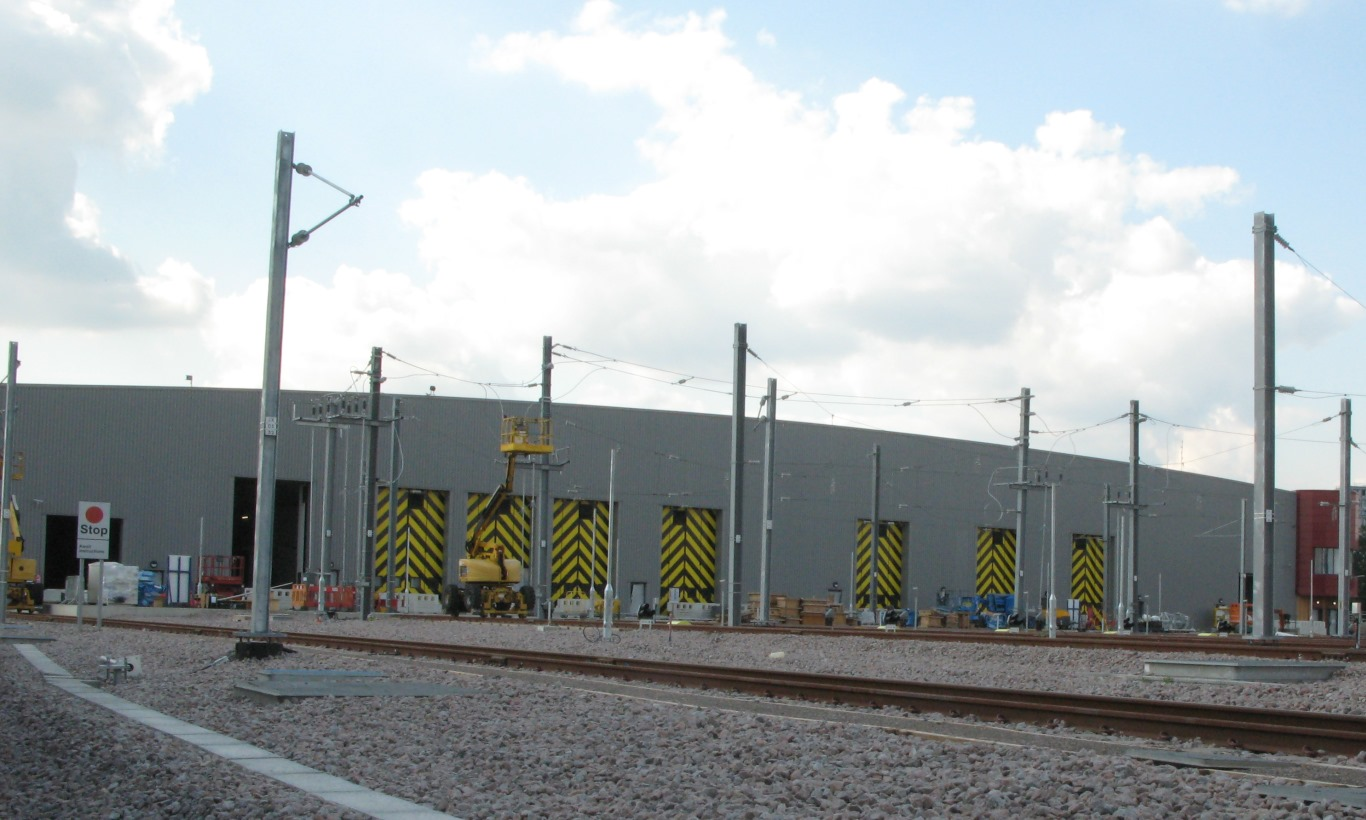
A 345 sorozat számára Old Oak Commonban épített depó

2008-ban a brit kormány gördülőállomány-terve szerint a Crossrail számára mintegy 610 kocsira volt szükség, amelyek várhatóan a Thameslink gördülőállományához hasonló kialakításúak lesznek, és megfelelnek a 2007-es "Vasúti műszaki stratégia" (RTS) tervezési fejlesztési követelményeinek, beleértve a fülkén belüli műholdas jelzést/kommunikációt és az európai vonatbefolyásoló rendszer 3. szintű technológiáját, a regeneratív fékezést, az alacsony üzemeltetési költséget és a nagy megbízhatóságot, valamint a kis súlyt és a nagy gyorsulást.
A nyilvánosan közzétett specifikációk 1500 utas befogadására vonatkoztak, 450 ülőhellyel, egy 205 méternél nem hosszabb, teljesen légkondicionált vonatban, 145 km/h (90 mph) végsebességgel, és 24 kWh/vonat-kilométer energiahatékonysággal. A kész vonatokon végzett tesztek azt mutatják, hogy az energiahatékonysági célt túlteljesítették, a 345 sorozatmindössze 14 kWh-t fogyaszt vonat-kilométerenként. A vonatok a középső alagútszakaszon automata peronajtókkal működnek. A szerződés tőkeértékét, amely magában foglalta az Old Oak Common-i depó építését is, körülbelül 1 milliárd fontra becsülték. A teljes érték nagyobb lehet, mivel a nyertes ajánlattevőtől elvárják, hogy három évtizedig, a flotta becsült élettartamáig vállalja a vonatok karbantartását.